# سیستم انرژی جامعه پایدار
سیستم انرژی جامعه پایدار یک رویکرد یکپارچه یه منظور تأمین یک جامعه محلی با تأمین انرژی مورد نیاز خود از منابع انرژی تجدید پذیر یا منابع تولید گرما و برق با بهره‌وری بالا است. این روش را می‌توان به عنوان یک توسعه از مفهوم تولید پراکنده دید.
چنین سیستم‌های بر روی یک ترکیبی از گرمایش مرکزی، سرمایش مرکزی، به علاوه «نسل جزایر برق» است که از طریق یک سیستم سیم برق خصوصی (تا حد زیادی دور زدن شبکه برق عادی به منظور کاهش تلفات انتقال و اتهامات، و همچنین به عنوان افزایش دهنده استحکام سیستم) کار می‌کند؛ بنابراین مازاد تولید جزیره می‌تواند به منظور جبران کردن کسری بودجه در دیگری استفاده شود.

## انگلستان
در انگلستان اولین سیستم انرژی جامعه پایدار به پیشگامی شورای Woking Borough در سال ۱۹۹۱ آغاز به کار کرد. به منظور تأمین انرژی مورد نیاز مشتریان مسکونی و غیر مسکونی و نیز تجهیزات خود شورا این سیستم از این تجهیزات استفاده می‌کرد: سوخت رایج در تجهیزات تولید همزمان برق و گرما و یک سلول سوختی اسید فسفوریک، ذخیره‌سازی حرارتی، خروج گرما، جذب سرما و فتوولتائیک (بیش از ۹ درصد از ظرفیت کوچک بریتانیا). تا پایان سال ۲۰۰۵ بیش از ۶۰ جزیره تولید در بروژ به وجود آمد.
با وجود سرمایه‌گذاری در کارخانه، سیستم انرژی ارزان تری به نسبت تأمین کنندگان سنتی «انرژی قهوه‌ای» در کمک به مبارزه با فقر سوخت عرضه می‌کند. این بخشی از یک طرح برای کاهش تولید گازهای گلخانه‌ای دی اکسید کربن محلی تا ۶۰٪ تا سال ۲۰۵۰ و تا ۸۰٪ تا سال ۲۱۰۰ می‌باشد. ابتکارات آنها موفق به کسب جایزه ملکه برای شورا در سال ۲۰۰۲ شد.
آژانس تغییرات آب و هوایی لندن شروع به ساخت یک سیستم مشابه در لندن کرده است.

## آلمان
در سال ۱۹۹۷، برخی اشخاص Wildpoldsried، در برخی موارد به صورت شخصی، پروژه‌هایی را در راستای تولید انرژی تجدید پذیر آغاز کردند. اولین تلاش، توربین‌های بادی و هاضم زیست توده برای تولید همزمان گرما و برق بودند. در آن زمان از آنجایی که، کارهای جدید شامل تعدادی از پروژه‌های حفاظت از انرژی، استفاده بیشتر از انرژی باد و زیست توده، تجهیزات کوچک آبی، پانل‌های فتوولتائیک در خانه‌های خصوصی، و حرارت مرکزی بودند. سیستم‌های کنترل سیل محیط زیست و فاضلاب به اینها گره خورده است.
امروز، اثرات این امر در رفاهی فوق‌العاده منجر به ساخت و ساز نه مجموعه جدید، از جمله یک مدرسه، ورزشگاه و سالن اجتماعات، مجهز به پانل‌های خورشیدی شده است. در حال حاضر سه شرکت در حال کار با چهار هاضم بیوگاز بوده و پنجمی نیزدر حال ساخت است. هفت آسیاب بادی با دو مورد دیگر در راه است. یکصد و نود و خانه خصوصی به انرژی خورشیدی مجهز شده که به رغم هزینه بالا مقرون به صرفه است. شبکه گرمایش منطقه‌ای دارای ۴۲ اتصال می‌باشد. سه نیروگاه برق-آبی کوچک وجود دارد. Wildpoldsried در حال حاضر ۳۲۱ درصد انرژی بیشتری از نیاز خود تولید می‌کند و ۴٫۰ میلیون یورو درآمد سالانه به وجود آورده است. این در حالی است ۶۵٪ از رد پای کربن در شهر کاهش یافته است.

## مطالعه بیشتر
- http://www.ukdea.org.uk/
- https://web.archive.org/web/20070312061924/http://www.improvementnetwork.gov.uk/idk/aio/650662
- https://web.archive.org/web/20061006114935/http://portal.est.org.uk/uploads/documents/housingbuildings/Woking.pdf
- https://web.archive.org/web/20120724042311/http://sustainableenergysystemz.com/